# HOXD11
HOXD11 (англ. Homeobox D11) – білок, який кодується однойменним геном, розташованим у людей на короткому плечі 2-ї хромосоми.  Довжина поліпептидного ланцюга білка становить 338 амінокислот, а молекулярна маса — 35 197.
| 10         |  | 20         |  | 30         |  | 40         |  | 50         |
| ---------- |  | ---------- |  | ---------- |  | ---------- |  | ---------- |
| MNDFDECGQS |  | AASMYLPGCA |  | YYVAPSDFAS |  | KPSFLSQPSS |  | CQMTFPYSSN |
| LAPHVQPVRE |  | VAFRDYGLER |  | AKWPYRGGGG |  | GGSAGGGSSG |  | GGPGGGGGGA |
| GGYAPYYAAA |  | AAAAAAAAAA |  | EEAAMQRELL |  | PPAGRRPDVL |  | FKAPEPVCAA |
| PGPPHGPAGA |  | ASNFYSAVGR |  | NGILPQGFDQ |  | FYEAAPGPPF |  | AGPQPPPPPA |
| PPQPEGAADK |  | GDPRTGAGGG |  | GGSPCTKATP |  | GSEPKGAAEG |  | SGGDGEGPPG |
| EAGAEKSSSA |  | VAPQRSRKKR |  | CPYTKYQIRE |  | LEREFFFNVY |  | INKEKRLQLS |
| RMLNLTDRQV |  | KIWFQNRRMK |  | EKKLNRDRLQ |  | YFTGNPLF   |  |            |

A: Аланін

C: Цистеїн

D: Аспарагінова кислота

E: Глутамінова кислота

F: Фенілаланін

G: Гліцин

H: Гістидин

I: Ізолейцин

K: Лізин

L: Лейцин

M: Метіонін

N: Аспарагін

P: Пролін

Q: Глутамін

R: Аргінін

S: Серин

T: Треонін

V: Валін

W: Триптофан

Кодований геном білок за функцією належить до білків розвитку. 
Задіяний у таких біологічних процесах як транскрипція, регуляція транскрипції, поліморфізм. 
Білок має сайт для зв'язування з ДНК. 
Локалізований у ядрі.